# エリック・フォーブス＝ロバートソン
エリック・フォーブス＝ロバートソン（Eric Forbes-Robertson、1865年6月16日 - 1953年3月9日）は、イギリスの画家、俳優である。俳優としての芸名はジョン・ケルト（John Kelt）であった。パリで絵を学び1900年までフランスで活動した。俳優としては1914年から1935年まで何本かの映画に出演した.。

## 略歴
グレーター・ロンドン、イズリントン区のバーンズベリー (Barnsbury)で生まれた。父親のジェームズ・フォーブス＝ロバートソン（John Forbes-Robertson）は演劇評論家、歴史家である。11人兄弟で、兄弟には俳優になったジョンストン（Johnston Forbes-Robertson: 1853-1936)やノーマン（Norman Forbes-Robertson: 1858-1932)、小説家でもあったフランチェス（Frances Forbes-Robertson: 1866-1956)がいた。
1885年にパリに移り、私立の美術学校、アカデミー・ジュリアンに入学した。同時期の学生にはポール・セリュジエ（1864-1927）やピエール・ボナール（1867-1947）、エドゥアール・ヴュイヤール（1868-1940）、モーリス・ドニ（ 1870-1943）らがいた。1890年の夏は、友人のロバート・ベヴァン（Robert Bevan: 1865-1925）とブルターニュのポン＝タヴァンを訪れ、フォーブス＝ロバートソンはそこに4年間滞在し、ポール・ゴーギャン（1848-1903）やアルマン・セガン（1869-1903）、ロドリック・オコナー（1860-1940）といった画家とともに活動した。
1897年の夏に、ポーランド生まれの画家ヤニナ・フラム（Janina Flamm）と結婚し、パリ近郊のヌイイ＝シュル＝セーヌに住んだ。文学者たちと交流し、雑誌の挿絵などの仕事をした。
1900年にイギリスに戻り、1911 年にロンドンの画廊で個展を開いた。1914 年までロンドンの美術家グループのアライド・アーティスト・アソシエーション(Allied Artists Association)の会員だった。第一次世界大戦が始まると芸術家の戦争協力部隊「Artists Rifles」に参加した。兄たちとともに俳優の活動も始め、数本の映画に出演した。
1953年にケンジントンで亡くなった。娘のVioletta Forbes-Robertson (1902-1991) も画家になった。

## フィルモグラフィ
- 1914 : The Murdoch Trial (監督) Laurence Trimble
- 1918 : The Man Who Won (監督) Rex Wilson
- 1919 : The Bridal Chair (監督) G.B. Samuelson
- 1919 : The Right Element (監督) Rex Wilson
- 1920 : Pillars of Society (監督) Rex Wilson
- 1921 : The Adventures of Mr. Pickwick (監督) Thomas Bentley
- 1922 : A Master of Craft (監督) Thomas Bentley
- 1934 : The Tell-Tale Heart (監督) Brian Desmond Hurst

## 美術作品

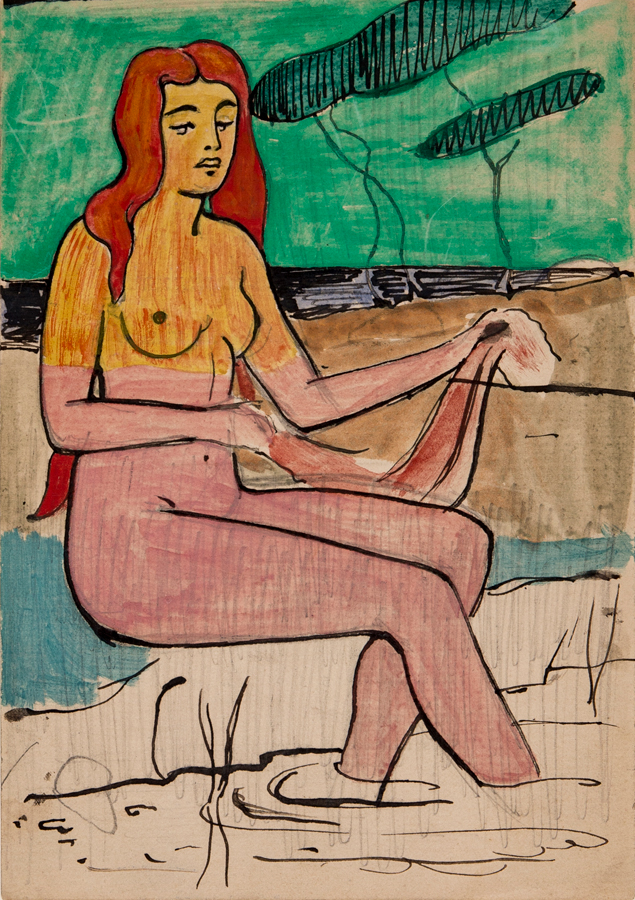
1893年ころにタヒチの女性を描いた作品
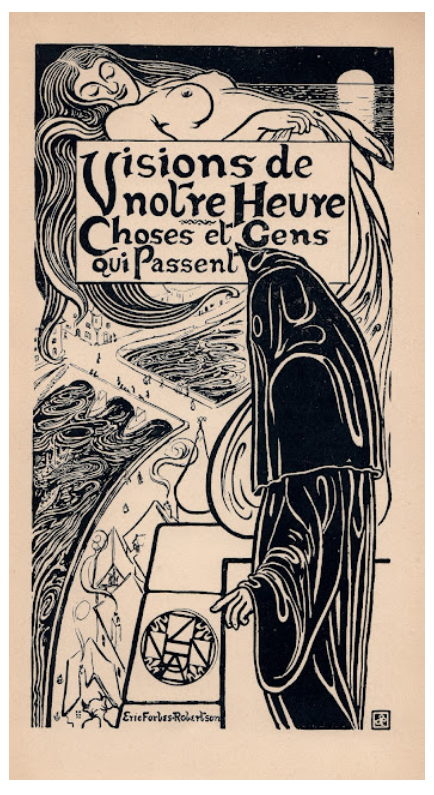
Octave Uzanneの著書の扉絵 (1899)